# Africanização
Africanização é a adoção de uma língua africana e de outros atributos associados a etnias negras, voluntariamente ou não, por comunidades. Tem sido aplicada em vários contextos, nomeadamente geográficos, de nomeação e composição do serviço público. 

## Africanização dos pardos
De acordo com o Estatuto da Igualdade Racial, os pardos são considerados como negros. Essa metodologia também é adotada pelo IBGE, que vem agregando as categorias pardos e pretos numa categoria única denominada "negros". Porém, esta decisão tem causado muitas polêmicas, pois não é um consenso geral na sociedade brasileira. Para o sociólogo Demétrio Magnoli, os pardos são um grupo mestiço, que não se vê nem como branco, nem como negro, mas como um grupo separado. Por sua vez, o cientista político e historiador José Murilo de Carvalho classifica essa metodologia como "genocídio racial estatístico", uma vez que a categoria "parda" sempre incluiu muitos brasileiros mestiços de índios, predominantes nos estados do Norte, os quais estão sendo excluídos das estatísticas com essa nova metodologia. Ainda segundo Murilo de Carvalho, separar a população brasileira somente entre "brancos" e "negros", ignorando a grande parcela miscigenada, é uma tentativa falha de copiar o modelo binário de classificação racial norte-americano para a realidade brasileira.
Certos segmentos do movimento negro defendem que alguns pardos devem ser excluídos das cotas. Em entrevista, Frei David do Santos, diretor executivo da organização não governamental Educafro, afirmou: "Todo o problema está no pardo-branco, porque ele tem poucos traços fenotípicos do povo negro e usa a genotipia [genética/ascendência] para usurpar um benefício que não lhe pertence".
Segundo a jurista Roberta Kaufmann, existe uma "grotesca manipulação dos índices relacionados aos negros". Ela cita que muitos ativistas contam os pardos como negros para dizer que a maioria da população brasileira é negra, mas excluem os pardos quando afirmam, por exemplo, que há apenas 3% de negros nas universidades brasileiras.
A questão dos pardos tem causado polêmicas. Em 2016, para o concurso do Itamaraty, diplomatas ouvidos pela Folha de S. Paulo afirmaram que, no afã de eliminar candidatos tidos como "fraudadores", os cotistas classificados como "pardos" foram eliminados do concurso pela comissão verificadora. A Lei 12.990/2014, que reserva 20% das vagas nos concursos públicos federais para candidatos "negros", instituiu que "pretos" e "pardos" fazem jus às cotas.
Segundo o censo do IBGE de 2010, apenas 7,6% dos brasileiros identificaram-se como pretos, ao passo que 43,1% identificaram-se como pardos e 47,7% como brancos.

## Africanização do serviço público
Em alguns países, imediatamente após a sua independência, houve políticas de ações afirmativas denominadas "Africanização". O objetivos delas era destinado a aumentar o número de Africanos no serviço civil (que tinha sido, historicamente dominado por brancos ou Asiáticos).
Políticas similares de cotas raciais também ocorreram em países como o Brasil, ainda que não sobre o pretexto utilizado na África, mas sobre a justificativa de pagar uma dívida histórica com os negros escravizados.

## Africanização de nomes
Africanização se refere à modificação de nomes de lugares e nomes pessoais para refletir uma identidade "Africana". Em alguns casos, as alterações não são uma substituição do nome europeu por meio de transliteração.
Em muitos casos, durante o período colonial, as terras e localizações africanas tiveram seus nomes  Anglonizados ou Francofonizados.

### Nomes de lugar

#### Nomes de países
Vários países Africanos sofreram alterações de nome durante o século XX e XXI, como resultado de consolidações, ganho de soberania, empoderamento e mudanças de regime.
| Nome anterior                          | Ano  | Nome atual                                 |
| -------------------------------------- | ---- | ------------------------------------------ |
| República do Daomé                     | 1975 | República do Benim                         |
| Protetorado da Bechuanalândia          | 1966 | República do Botsuana                      |
| Alto Volta                             | 1984 | Burquina Fasso                             |
| Ubangui-Chari                          | 1960 | República Centro-Africana                  |
| Zaire                                  | 1997 | República Democrática do Congo             |
| Meio Congo                             | 1960 | República do Congo                         |
| Somalilândia Francesa / Afares e Issas | 1977 | República do Jibuti                        |
| Guiné Espanhola                        | 1968 | República da Guiné Equatorial              |
| Reino da Suazilândia                   | 2018 | Reino de Essuatini                         |
| Costa do Ouro                          | 1957 | República do Gana                          |
| Guiné Francesa                         | 1958 | República da Guiné                         |
| Guiné Portuguesa                       | 1974 | República da Guiné-Bissau                  |
| Basutolândia, Território da            | 1966 | Reino do Lesoto                            |
| Niassalândia                           | 1964 | República do Maláui                        |
| Sudão Francês                          | 1960 | República do Mali                          |
| Sudoeste Africano                      | 1990 | República da Namíbia                       |
| Ruanda-Urundi                          | 1962 | República de Ruanda / República de Burundi |
| Zanzibar / Tanganica                   | 1964 | República Unida da Tanzânia                |
| Buganda                                | 1962 | República do Uganda                        |
| Rodésia do Norte                       | 1964 | Zâmbia                                     |
| Rodésia do Sul                         | 1980 | República do Zimbábue                      |

### Nomes pessoais
- Joseph-Desiré Mobutu alterado para Mobutu Sese Seko
- François Tombalbaye alterado para N'Garta Tombalbaye
- Étienne Eyadéma alterado para Gnassingbé Eyadéma
- Francisco Macías Nguema alterado para Masie Nguema Biyogo Ñegue Ndong